# サン・サルヴァトーレ・モンフェッラート
サン・サルヴァトーレ・モンフェッラート（伊: San Salvatore Monferrato）は、イタリア共和国ピエモンテ州アレッサンドリア県にある、人口約4,200人の基礎自治体（コムーネ）。

## 地理

### 位置・広がり
| 隣接するコムーネは以下の通り。 - アレッサンドリア - カステッレット・モンフェッラート - ル・エ・クッカロ・モンフェッラート (ル) - ミラベッロ・モンフェッラート - クアルニェント - ヴァレンツァ |

### 地震分類
イタリアの地震リスク階級 (it) では、4 に分類される
。

## 行政

### 分離集落
サン・サルヴァトーレ・モンフェッラートには、以下の分離集落（フラツィオーネ）がある。
- Fosseto, Frescondino, Piazzolo, Salcido, Valdolenga, Valparolo